# Jakazid
Jakazid, stylisé JAKAZiD, de son vrai nom Joshua James « Josh » McInnes, surnommé JKZ, né le 7 mai 1988 à Portsmouth, en Angleterre, est un producteur et disc jockey de UK hardcore britannique. Il est ancien membre du label de hard dance Nukleuz, et publie ses morceaux sous son propre label appelé Aural Adrenaline.

## Biographie
Jakazid gagne en notoriété grâce à une vidéo virale intitulée Calm Down Dear, dans laquelle il propose un remix musical de la publicité de l'assurance automobile Esure, à partir d'une composition originale de Michael Winner. Le remix est bien accueilli par l'assureur lui-même : « nous sommes flatté de voir que quelqu'un ait apprécié notre publicité au point de passer du temps dessus »,. Quelques mois plus tard, un lien vers la vidéo de Jakazid est présenté dans la lettre d'information du site B3ta, ce qui attire l'attention de nombreux internautes. De ce fait, la vidéo est mise en ligne de manière permanente sur le site Luckykazoo.com (un site connexe de B3ta) à la suite d'un accord entre Jakazid et le cofondateur de B3ta, Rob Manuel. 
Dans la foulée du succès de cette première vidéo, Jakazid en crée une seconde sous le titre initial de Hardcore Cleaning Sensation (plus tard renommée Cillit Bang), inspirée de la publicité du produit d'entretien du même nom. Également présentée sur le site Luckykazoo, cette vidéo dépasse en popularité sa précédente création. Cillit Bang paraît alors chez le label discographique britannique de hard dance Nukleuz, devenant un véritable succès commercial, puis se place à la 3e place du classement indépendant BBC, et 8e au UK Dance Chart,,. Par la suite, en 2010, une référence de la vidéo virale est présentée dans le journal britannique Metro,.
Il publie en 2013 une nouvelle chanson sous le titre Get Clucky, dans un petit jeu en ligne intitulé Feel the Beats, reprenant le titre à succès Get Lucky des Daft Punk. Depuis la fin des années 2000, Jakazid s'associe fréquemment au mouvement J-core, et à des événements comme Hardcore Tano*C.

## Autres projets
Hormis la composition de ses propres singles, Jakazid a remixé d'autres musiciens dont le groupe Spray de l'émission télévisée pour enfants Run With Us, et DJ Evil, avec la reprise de son titre happy hardcore underground Sweet pour le label Kniteforce Again de Luna-C (en coproduction avec DJ Friez).